# Idactus hieroglyphicus
Idactus hieroglyphicus es una especie de escarabajo longicornio del género Idactus, tribu Ancylonotini, subfamilia Lamiinae. Fue descrita científicamente por Taschenberg en 1883.

## Descripción
Mide 9-17 milímetros de longitud.

## Distribución
Se distribuye por Yemen.